# Isamaa ja Res Publica Liit
De Isamaa ja Res Publica Liit (Pro Patria en Res Publica Unie) is een conservatieve politieke partij in Estland. Ze werd gesticht op 4 juni 2006, toen twee conservatieve partijen, de Pro Patria Unie en de Res Publica Partij, samensmolten. De partij is lid van de Europese Volkspartij (EVP) en heeft ongeveer 8000 leden.

## Geschiedenis
De partij bestond oorspronkelijk uit twee gescheiden partijbesturen en had twee aparte leiders, die vervangen werden door één verenigd partijbestuur en leider in mei 2007. De kandidaat-premier van de partij, Mart Laar, werd partijvoorzitter.
Tot aan de parlementsverkiezingen van 2007 had de partij 32 van de 101 zetels in de Riigikogu (het Estse parlement). Bij de verkiezingen van 2011 behaalde de partij 23 zetels, waarna de resultaten zich in een dalende lijn voortzetten: in 2015 leed de partij negen zetels verlies, in 2019 twee zetels en in 2023 nog eens vier zetels, waardoor er nog 8 zetels overbleven.
Isamaa was sinds 2007 in verschillende regeringen vertegenwoordigd. Van 2007 tot 2014 maakte de partij respectievelijk deel uit van de kabinetten Ansip II en Ansip III onder leiding van Andrus Ansip (Hervormingspartij). In de periode tussen 2015 en 2021 was Isamaa vertegenwoordigd in het tweede kabinet van Taavi Rõivas en de twee kabinetten van premier Jüri Ratas. Na de val van de regering-Ratas II in januari 2021 kwam de partij weer in de oppositie terecht. Tussen 2022 en 2023 regeerde Isamaa mee in het tweede kabinet van Kaja Kallas.
Sinds Estland in 2004 toetrad tot de Europese Unie, is Isamaa (en haar voorganger) steeds met één zetel vertegenwoordigd geweest in het Europees Parlement. Tunne Kelam was Europarlementariër namens de partij van 2004 tot 2019; hij werd opgevolgd door Riho Terras.

## Partijleiders
- Taavi Veskimägi (Res Publica) en Tõnis Lukas (Pro Patria) (2006–2007)
- Mart Laar (2007–2012)
- Urmas Reinsalu (2012–2015)
- Margus Tsahkna (2015–2017)
- Helir-Valdor Seeder (sinds 2017)